# Viliame Mata
Pour les articles homonymes, voir Mata.

a Compétitions nationales et continentales officielles uniquement.

b Matchs officiels uniquement.
Dernière mise à jour le 16 août 2023.
Viliame Mata, né le 22 octobre 1991 à Nakelo (Fidji), est un joueur fidjien de rugby à XV et rugby à sept évoluant en deuxième ligne ou troisième ligne aile en rugby à XV. International fidjien de rugby à sept depuis 2014, il fait partie de l'équipe qui remporte les éditions 2015 et 2016 des World Rugby Sevens Series et de l'équipe qui participe aux Jeux olympiques de Rio. Avec celle-ci, il devient champion olympique.

## Biographie
Viliame Mata dispute son premier tournoi des World Rugby Sevens Series avec la sélection des Fidji de rugby à sept lors de l'étape néo-zélandaise de Wellington. Il dispute deux autres tournois, en Écosse où il inscrit un essai, et à Londres. La saison suivante, il participe à deux étapes, de nouveau à Wellington puis lors de l'étape américaine de Las Vegas.
En 2016, il dispute les tournois de Dubaï, George en Afrique du Sud, Sydney et Londres. Il est retenu dans le groupe qui participe aux Jeux olympiques de Rio.
En juillet, il signe un contrat avec la franchise écossaise de rugby à XV d'Édimbourg Rugby. Fin 2019, sa saison remarquée avec Édimbourg lui vaut la distinction de meilleur joueur du Pro14 2018-2019.